# Van der Schuyt, Van den Boom en Stanfries NV
Van der Schuyt, Van der Boom en Stanfries NV, ook bekend onder de naam S.B.S. N.V., was een transportonderneming die ontstond als beurtvaartrederij en zich ontwikkelde tot voornamelijk wegvervoerder. De firma ontstond in 1948 uit een fusie tussen de rederijen:
- J. & A. van der Schuyt
- Gebrs. Van den Boom
- Reederij Stanfries

## Achtergrond
De sector van de beurtvaartrederijen ontstond midden negentiende eeuw uit de eeuwenoude beurtvaart in combinatie met de innovatieve stoommachine. De traditionele beurtvaart-, trekschuit- en diligencediensten werden in enkele decennia zo goed als verdrongen door de trein en de stoomboot. Door economische opleving in binnen- en buitenland, de positie van Nederland als handels- en vervoersland en een toenemende vraag naar transport konden de nieuwe rederijen snel groeien. 
In de loop van de eerste helft van de twintigste eeuw werd de concurrentie van de trein steeds sterker gevoeld. Daarnaast ondervond de hele binnenvaart gaandeweg veel hinder van het opkomende wegvervoer. Gedurende de Grote Depressie van de jaren 30 werd dit extra gevoeld en het aantal beurtvaartdiensten nam vanaf 1934 sterk af. De sector bood de concurrentie onder meer het hoofd door zelf vrachtwagendiensten in bedrijf te stellen. 
De Tweede Wereldoorlog was voor de binnenvaart ronduit desastreus. Van Van der Schuyt gingen kantoor, archief en enkele schepen verloren bij het bombardement op Rotterdam. Schepen en vrachtwagens werden gevorderd. Ook raakte materieel beschadigd bij gevechtshandelingen of ging het zelfs geheel verloren. Er ontstond een tekort aan brandstoffen en de algemene vraag naar vervoer nam sterk af. In de loop van 1944 kwam de hele binnenvaart grotendeels stil te liggen. Een uitzondering daarop vormde het transport van West- naar Noord- en Oost-Nederland, waarbij evacués in de ene richting werden vervoerd en voedsel in de andere.
Na de bevrijding bleek wederopbouw geen sinecure en voor sommige ondernemingen gewoonweg onmogelijk of niet lonend. Andere rederijen gingen intensief samenwerken of fuseren, zoals de ondernemingen die de Groninger Beurtvaart N.V. vormden. Toch waren er ook kansen voor de bedrijfstak, samenhangend met de wederopbouw en (groeiend) internationaal transport over de weg.

## S.B.S.
De firma Stanfries was reeds in 1939 in handen gekomen van de grootste beurtvaartrederij van Nederland, N.V. Reederij Van der Schuyt. In 1946 werd tot samenwerking besloten met de Rotterdamse rederij Van den Boom, hetgeen zijn beslag kreeg met een volledige fusie in 1948. Tot directeuren werden benoemd de heren G. Kalisvaart, J.L. van den Boom en E. Saint-Martin, voorheen directeur bij de drie fuserende bedrijven. Het maatschappelijk kapitaal van de onderneming bedroeg 1,5 miljoen gulden.
Zo snel als financieel verantwoord was, werd geïnvesteerd in motorisering van de vloot. In 1955 was dit grotendeels voltooid en beschikte de rederij over 44 motorschepen en nog maar 5 stoomboten, waarvan er twee voorbestemd waren voor motoriseren. Verder telde de vloot 6 lichters en 13 dekschuiten. 
Daarnaast werd door de rederij groot ingezet op wegtransport. Eind 1955 had het bedrijf 34 motorvoertuigen met 25 aanhangers. Alleen al vanuit Rotterdam werden 20 vrachtwagendiensten onderhouden. Ook exploiteerde het bedrijf een aantal veerdiensten.
In 1954 werd een nieuw pand betrokken aan de Glashaven, in het beurtvaartcentrum van Rotterdam.

### Veghelsche Schroefstoomboot Maatschappij
In 1962 wordt o.a. de N.V. Koopvaart, de opvolger van de VSM, overgenomen. De VSM was sedert 21 april 1891 overgenomen door de Stoomtramweg-Maatschappij 's-Bosch - Helmond ('sBH) die nauwe kontakten onderhield met de Rotterdamsche Tramweg Maatschappij. Na het faillissement in 1918 werd de N.V. Koopvaart opgericht.

### Midjaren 60
Midjaren 60 werd de omschakeling naar wegvervoerder gemaakt, samenhangend met een bredere economische ontwikkeling. De meeste scheepvaartlijnen werden opgeheven en het transport werd overgenomen door dezelfde ondernemers die hun klanten nu bedienden met vrachtauto's. Zo werd Janssenbooten in Venlo Janssenauto. De beurtschepen van de SBS werden vervangen door beurtautodiensten. In 1963 beëindigde de S.B.S. de beurtvaartactiviteiten, maar zij behield nog een paar veerdiensten.

### Nedlloyd
Na overname door Damco Scheepvaart in 1977 werd SBS wegtransport een dochter van de Koninklijke Nedlloyd. In 2000 werd de veerdienst Maassluis-Rozenburg door de provincie Zuid-Holland overgenomen. Ook de veerschepen, de Blankenburg uit 1965 en de Staeldiep uit 1970, waren bij de overname betrokken. In 2007 werden de veerdiensten van Van der Schuyt, van der Boom en Stanfries N.V. opgeheven. De veerdienst Maassluis werd overgenomen door Connexxion Water.